# Особняк губернатора Вайоминга
Особняк губернатора Вайоминга (англ. The Wyoming Governor's Mansion) — официальная действующая резиденция губернатора штата Вайоминг, США. Нынешний особняк был построен в 1976 году, адрес — город Шайенн, Центральная авеню, 5001. Резиденция открыта для публичного посещения по вторникам, средам и пятницам с 9 до 15 часов. Посещение бесплатно.

## Исторический особняк губернатора
Предыдущая резиденция, теперь известная как «Исторический особняк губернатора», служила с 1905 по 1976 год. Она расположена по адресу: город Шайенн, 21-я улица, 300 Е. С 1969 года дом включён в Национальный реестр исторических мест США.
Особняк построен в георгианском стиле. Строительство окончено в 1905 году, стоимость составила 3 тыс. долларов за земельный участок и 37 тыс. долларов за строительство. С 1977 года и по настоящее время является домом-музеем, открыт для посещения ежедневно в летний период, и со среды до субботы в остальное время года. Комнаты дома декорированы и обставлены в стиле исторических периодов 1905, 1937, 1955 и 1960-х годов.